# Kalifornská stezka
Kalifornská stezka, celým názvem v angličtině California National Historic Trail, je historická migrantská stezka z východu na západ Spojených států amerických, do Kalifornie. Je také jednou z více než třiceti pěších dálkových Národních turistických stezek ve Spojených státech. S délkou přes 8 050 kilometrů je nejdelší pěší dálkovou turistickou trasou ve Spojených státech. Prochází deseti státy: Missouri, Kansas, Nebraska, Colorado, Wyoming, Idaho, Utah, Nevada, Kalifornie a Oregon. Stezka vede stejnou cestou, kudy ve 40. a 50. letech 19. století cestovalo okolo 250 tisíc migrantů za volnou půdou a zlatem do Kalifornie. Ve 40. letech touto stezkou cestovaly zpočátku desítky či stovky osob. S objevením zlata v Sieře Nevadě v roce 1848 se Kalifornská stezka stala největší migrační trasou v dějinách Ameriky.
Kalifornská stezka se stala součástí národních historických stezek v roce 1992. Je spravována národní agenturou Správa národních parků.